# Фири, Киннах
Киннах Фири (англ. Kinnah Phiri; род. 30 октября 1954, Блантайр) — малавийский футболист, игравший на позиции нападающего, и тренер.

## Карьера футболиста
Киннах начал играть в футбол в составе «Биг Буллетс». В 1982 году перешёл в свазилендский клуб «Манзини Уондерерс», где завершил карьеру футболиста.
Входил в состав национальной сборной Малави, когда та дважды подряд выиграла Кубок КЕСАФА (1978, 1979). Всего Фири провёл 115 матчей и забил 71 гол за сборную.
В 2010 году возглавлял сборную Малави на Кубке африканских наций.